# Mervin Jackson
Mervin Peter Jackson jr. (Savannah, 15 agosto 1946 – Chicago, 7 giugno 2012) è stato un cestista statunitense, professionista nella ABA.

## Carriera
Venne selezionato dai Phoenix Suns al nono giro del Draft NBA 1968 (120ª scelta assoluta).

## Palmarès
- Campionato ABA: 1

Utah Stars: 1971
- ABA All-Star Game: 1

1969
- Undicesimo miglior giocatore di sempre in ABA per percentuale al tiro da tre punti (.336)